# Richard Scheffler
 Richard Scheffler (* 1891; † 19. Februar 1973) war ein deutscher Architekt und Obmann des Bundes Deutscher Architekten (BDA).

## Leben und Wirken
Richard Scheffler arbeitete im Büro des Architekten Adolf Braunwald und erhielt 1926 den Auftrag zum Bau der Neuen Heilbronner Hütte im Verwall. Im Februar 1947 beschloss der Heilbronner Gemeinderat auf seine Anregung hin, einen Ideen-Wettbewerb für den Wiederaufbau der Heilbronner Altstadt auszuschreiben. 1948 bildete er gemeinsam mit den Preisrichtern und den Preisträgern Kurt Marohn, Rudolf Gabel, Hannes Mayer und Hermann Wahl einen „Planungsbeirat“, der dem Stadtplanungsamt und seinem Vorstand Hans Gerber bei der Ausarbeitung der Altstadtplanung „unter Auswertung der Wettbewerbsergebnisse“ helfen sollte. Von 1958 bis 1959 wurden die Renaissancebauten des kleinen Deutschordenshofes in Heilbronn nach Schefflers Plänen rekonstruiert.  So wurde nach Plänen und ersten Vorschlägen Schefflers der frühere Deutschhof als städtisches Kulturzentrum wiederaufgebaut. Im ersten Bauabschnitt wurde die ehemalige Ritterherberge als Stadtbücherei wiederaufgebaut. Ebenso wurden die Mittelbauten mit den Treppengiebeln, Erkern und Freitreppe nach Plänen des Architekten Scheffler (gemeinsam mit O. Köllner) für die Volkshochschule und Städtische Jugendmusikpflege wiederaufgebaut.
1962 wurde am Heilbronner Wollhausplatz das Hans-Rießer-Haus, ein evangelisches Gemeindezentrum, nach seinen Plänen (gemeinsam mit Herbert Alber) errichtet.

## Bilder

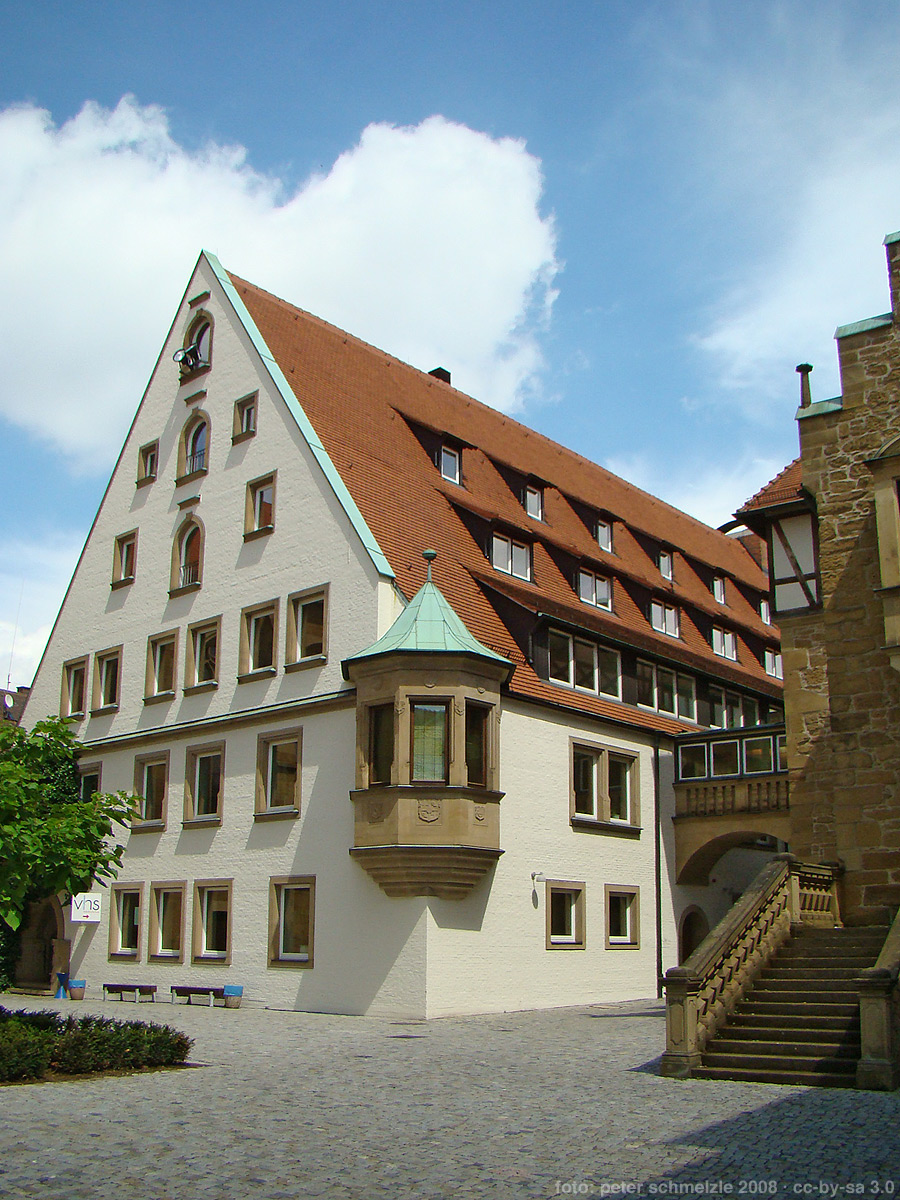
Die Ritterherberge wurde als Stadtbücherei nach Schefflers' Plänen erbaut
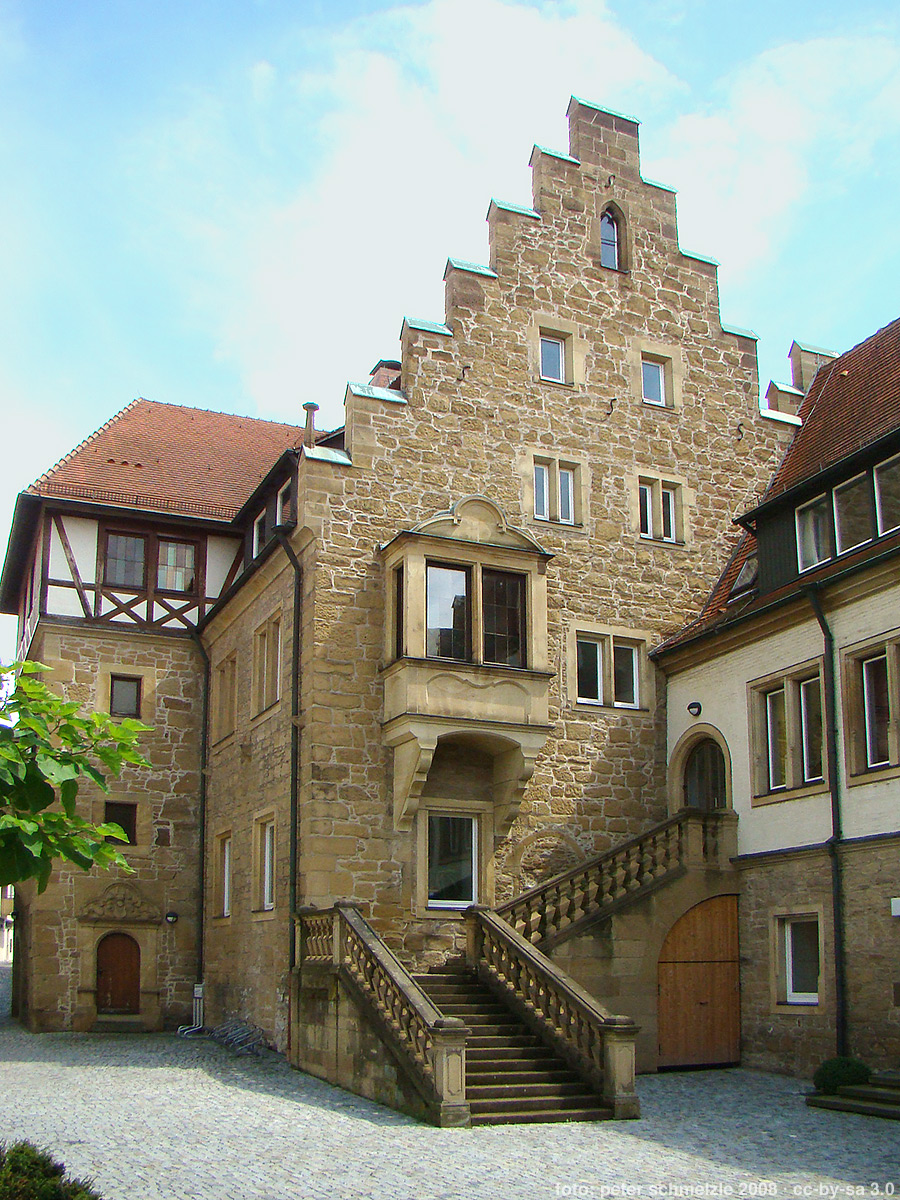
Das Staffelgiebelhaus wurde für die Volkshochschule und städtische Jugendmusikpflege wiederaufgebaut
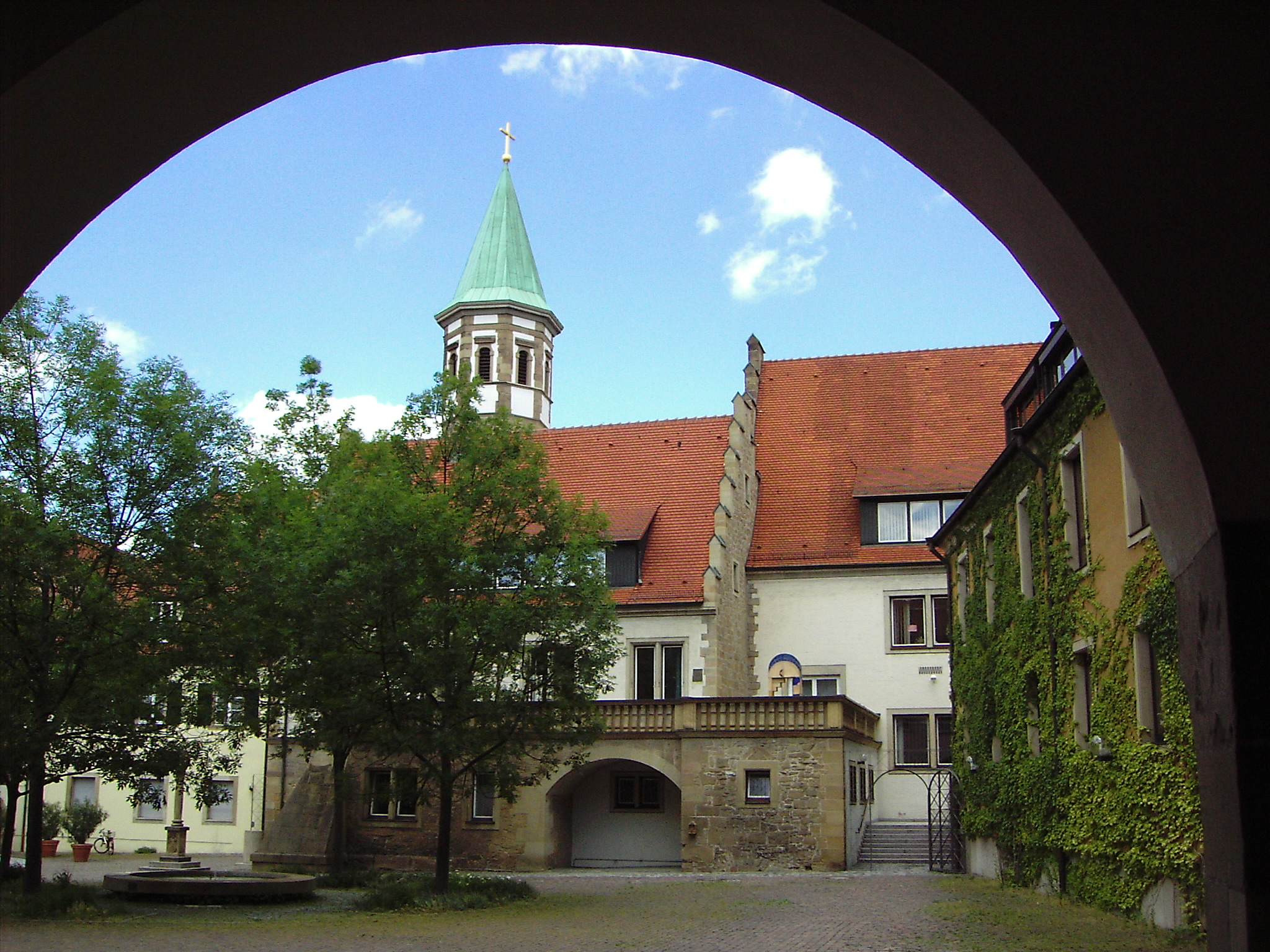
Volkshochschule und städtische Jugendmusikpflege im Staffelgiebelhaus in der Mitte
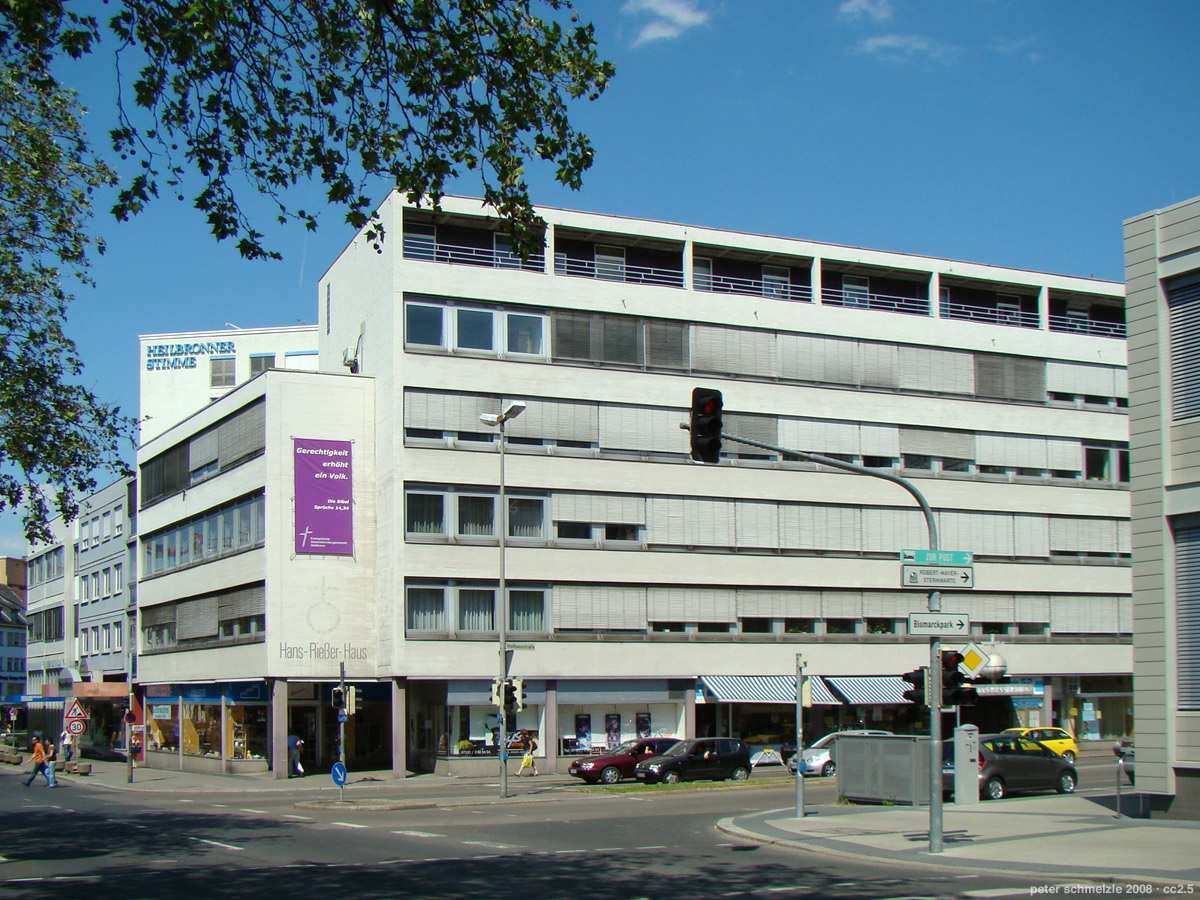
Hans-Rießer-Haus in Heilbronn
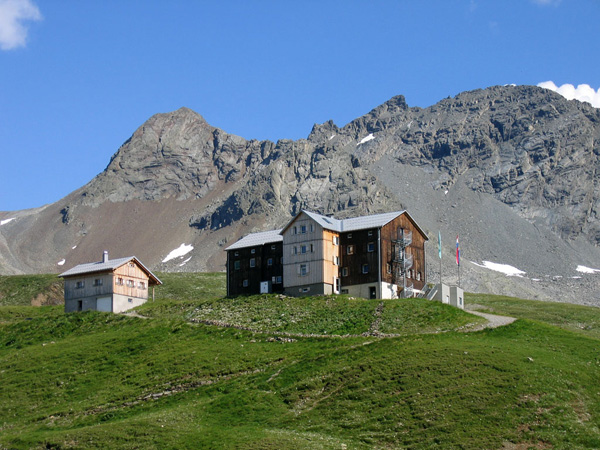
Neue Heilbronner Hütte